# Nous sommes la première brigade

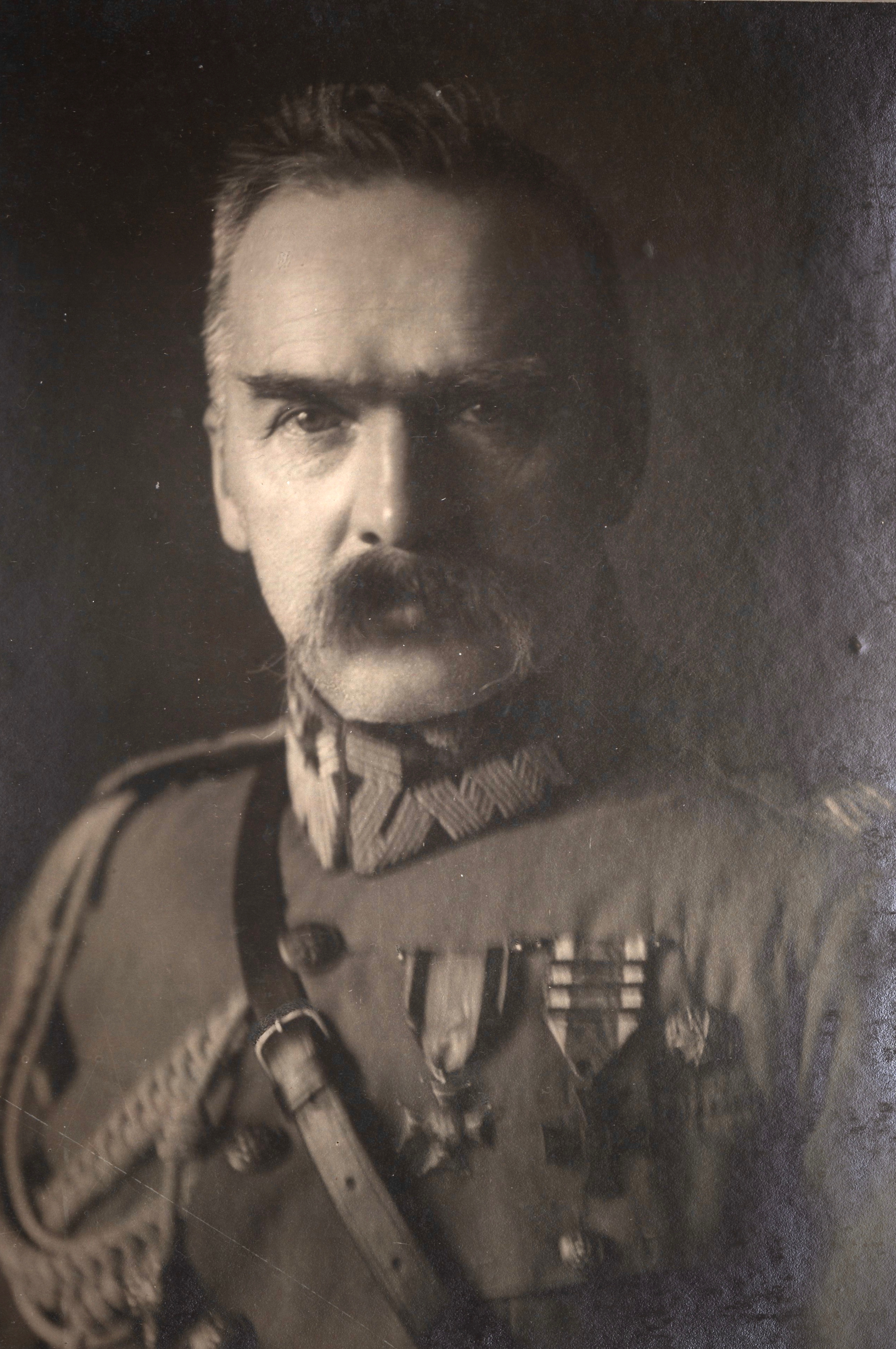
Józef Piłsudski.

Nous sommes la première brigade (en polonais My, pierwsza brygada), aussi connu sous les noms de Marche de la première brigade (Marsz Pierwszej Brygady) et de Les légions, ce sont une chanson militaire (Legiony to żołnierska nuta) est une des chansons les plus célèbres des brigades polonaises de Józef Piłsudski durant la Première Guerre mondiale. Elle traite de la première brigade des légions polonaises et est un important symbole de la lutte pour l'indépendance de la Pologne du début du XXe siècle. 
Entre 1926 et 1927, nombreux des partisans de Piłsudski voyaient la chanson comme possible hymne pour le nouvel État indépendant. Aujourd'hui, Nous sommes la première brigade est un des hymnes officiels des forces armées polonaises.
Paroles :
Legiony to, żołnierska nuta,
Legiony to, straceńców los,
Legiony to, rycerska buta,
Legiony to, ofiarny stos.

Refren :
My, Pierwsza Brygada,
Strzelecka gromada,
Na stos, rzuciliśmy
Swój życia los,
Na stos, na stos!
Na stos, rzuciliśmy
Swój życia los,
Na stos, na stos!

Refren

O ileż mąk, ileż cierpienia,
O ileż krwi, przelanych łez,
Pomimo to nie ma zwątpienia,
Dodaje sił wędrówki kres.

Refren

Krzyczeli, żeśmy stumanieni
Nie wierząc nam, że chcieć, to móc!
Leliśmy krew osamotnieni
A z nami był nasz drogi Wódz!

Refren

Nie chcemy dziś od was uznania,
Ni waszych mów, ni waszych łez,
Skończyły się dni kołatania,
Do waszych głów, do waszych serc.

Refren

Umieliśmy w ogień zapału
Młodzieńczych wiar rozniecić skry,
Nieść życie swe dla ideału
I swoją krew i marzeń sny.

Refren

Potrafim dziś dla potomności
Ostatki swych poświęcić dni,
Wśród fałszów siać siew szlachetności
Miazgą swych ciał, żarem swej krwi.

Refren

Traduction :

Les légions sont, note d'un soldat,
Les légions sont le sort des perdus,
Les légions sont une arrogance chevaleresque,
Les légions sont une pile de sacrifices.
S'abstenir

Refrain :
Nous, la Première Brigade,
Groupe de tir,
Sur le tas, nous l'avons jeté
Le destin de ta vie,
Sur la pile, sur la pile !
Sur le tas, nous l'avons jeté
Le destin de ta vie,
Sur la pile, sur la pile !

Combien de tourments, combien de souffrances,
Combien de sang et de larmes versés,
Néanmoins, il n'y a aucun doute
Cela donne de la force pour la fin du voyage.

Refrain

Ils ont crié que nous étions fous
Ne pas nous croire que vouloir, c'est pouvoir !
Nous versons le sang seuls
Et avec nous se trouvait notre cher Leader !

Refrain

Nous ne voulons pas de reconnaissance de votre part aujourd'hui,
Ni tes mots ni tes larmes,
L'époque où l'on frappait est révolue
À vos têtes, à vos cœurs.

Refrain

Nous avons pris feu avec enthousiasme
Allumez les étincelles des croyances de la jeunesse,
Vivez votre vie pour l'idéal
Et ton sang et tes rêves.

Refrain

Je peux le faire aujourd'hui pour la postérité
consacrez le reste de vos jours,
Semer la noblesse parmi les mensonges
La pulpe de leur corps, la chaleur de leur sang.

Refrain